# Carlos Bardem
Carlos Encinas Bardem  (Madrid; 7 de marzo de 1963) es un actor, guionista y escritor español. 
En 2019 publicó la novela Mongo Blanco, basado en la vida del esclavista español Pedro Blanco Fernández de Trava.

## Datos biográficos
Carlos Bardem nació el 7 de marzo de 1963 en Madrid, hijo mayor de José Carlos Encinas Doussinague y de Pilar Bardem. Bardem pertenece a una saga de actores; sus abuelos Rafael Bardem y Matilde Muñoz Sampedro, su madre Pilar y sus hermanos Mónica y Javier Bardem son un ejemplo. Su tío Juan Antonio y su primo Miguel Bardem han destacado también como directores de cine.
De joven jugaba al rugby, deporte al que aficionó a su hermano Javier. Se licenció en Historia por la Universidad Autónoma de Madrid, para después trabajar en diferentes ocupaciones.

### Carrera como actor y escritor
En 1996, debutó como actor en el cine con Más que amor, frenesí, película de su primo Miguel. En 1997 apareció en la película Perdita Durango, de Álex de la Iglesia, protagonizada por su hermano Javier. La experiencia de esa película le llevó a escribir su primer libro: Durango perdido:  Diario de rodaje de Perdita Durango.
En 1999 su primera novela Muertes ejemplares recibió una mención especial del jurado del Premio Nadal.
Ha participado como actor en varias películas de renombre del cine nacional como: Princesas (2005), Alatriste (2006) o Che: Guerrilla en 2008.
En 2009 obtuvo el premio de la Unión de Actores y Actrices por su interpretación en la película Celda 211 en el papel de "Apache", así como varias nominaciones entre ellas al Goya.
En 2009 también, edita su novela Alacrán enamorado donde lleva hasta nuestros días la historia de Romeo y Julieta, con personajes raciales, casi marginales, bien narrados. En 2013 se estrenaría la película basada en dicha novela y de título homónimo, dirigida por Santiago Zannou.
A través de su Twitter ha protagonizado numerosos enfrentamientos con otros usuarios casi siempre por desacuerdos en temas de copyright y/o subvenciones al cine español. De cara a las elecciones generales de 2011 manifestó su apoyo a la candidatura de Izquierda Unida.
Formó parte de la serie Club de Cuervos, una producción mexicana de Netflix.
Entre abril y julio de 2016 apareció en la serie La embajada, que se emitía en horario de máxima audiencia en Antena 3; consiguió en su primer capítulo reunir a más de cuatro millones de telespectadores pero no fue renovada debido a una fuerte perdida de audiencia. Participó en la serie web Blanca, interpretando a Javier, producida por Borsalino Productions. Se estrenó en Francia para la Plataforma Studio + y Canal +.
En 2018 participó en la exitosa serie de Telemundo El Señor de los Cielos interpretando a Leonidas Ahumada 'Chivo'.
En 2019 publicó la novela histórica Mongo Blanco, editada por Plaza y Janés en España. En 2020 se reedita en México por la editorial Fondo de Cultura Económica. El libro relata la vida del personaje real Pedro Blanco Fernández de Trava, nacido en Málaga (España), que acabará convirtiéndose en uno de los grandes negreros y esclavistas. La novela ganó el premio de Novela Histórica de la Semana Negra de Gijón de 2020.
En 2020 participó en las series Diarios de la cuarentena, Relatos con-fin-a-dos e Inés del alma mía, estas dos últimas estrenadas en la plataforma de Amazon Prime Video.
En 2022 gana, ex aequo, el Premio Dashiell Hammett en la Semana Negra de Gijón, por su novela El asesino inconformista (Plaza y Janés), junto a Nicolás Ferraro por Ámbar (Revolver).
En 2023 publica su novela Badaq (ISBN 978-84-01-03056-7).

## Filmografía

### Televisión
| Año       | Título                   | Personaje                | Cadena                    | Episodios    |
| --------- | ------------------------ | ------------------------ | ------------------------- | ------------ |
| 1998      | Hermanas                 | Karlos                   | Telecinco                 | 3 episodios  |
| 1999      | El Comisario             | Juanma Cañizares         | Telecinco                 | 1 episodio   |
| 2000-2001 | Antivicio                |                          | Antena 3                  | 2 episodios  |
| 2009-2010 | Hay alguien ahí          | Justo                    | Cuatro                    | 17 episodios |
| 2010      | Sexo en Chueca.com       | Profesor                 | La Siete                  | 1 episodio   |
| 2015      | Cuéntame cómo pasó       | El Chino                 | La 1                      | 1 episodio   |
| 2015-2019 | Club de Cuervos          | Eliseo Canales           | Netflix                   | 14 episodios |
| 2016      | Blanca                   | Javier                   | Studio+                   | 10 episodios |
| 2016      | La embajada              | Francisco "Paco" Cadenas | Antena 3                  | 11 episodios |
| 2017      | La zona                  | Mateo Jiménez "Krusty"   | #0                        | 4 episodios  |
| 2017      | The son                  | Pedro García             | AMC                       | 9 episodios  |
| 2017-2018 | Traición                 | Julián Casas             | La 1                      | 9 episodios  |
| 2018      | El señor de los cielos   | Leonidas Ahumada 'Chivo' | Telemundo                 | 40 episodios |
| 2020      | Diarios de la cuarentena | Carlos                   | La 1                      | 8 episodios  |
| 2020      | Relatos con-fin-a-dos    | Andrés                   | Amazon Prime Vídeo        | 1 episodio   |
| 2020      | Inés del alma mía        | Diego de Almagro         | Amazon Prime Video / La 1 | 7 episodios  |
| 2020      | El Cid                   | Conde Flaín de León      | Amazon Prime Video        | 5 episodios  |
| 2021      | Maricón perdido          | El Padre                 | TNT                       | 6 episodios  |
| 2021      | Madres. Amor y vida      | Héctor Buendía           | Amazon Prime Video        | 8 episodios  |
| 2022-2023 | Echo 3                   | Colonel Pereira          | Apple TV+                 | 4 episodios  |

## Cine
- Centauro (2022)
- Comiendo Nuestro Camino a la Extincion ( Documental,2021)- Narrador en español[19]
- The knife Tower (2021) — Vicente Ruiz
- Renko (2020) — Adan Rutz
- Santuario (Documental) — 2020)
- Adiós (2019) — Santacana
- A pesar de todo (2019) — Pablo
- Alegria y tristesa (2018) — Pedro
- Loca Olivia (2018) — Hombre Misterioso
- Pickpockets: Maestros del robo (2018) — Chucho
- Delirium Lamled Legna (2017)
- Assassin's Creed (2016) —  Benedicto
- L.A. Series (2016) — Dante
- Gardel  (2016)
- Oliver's Deal  (2015)
- La deuda (2015) — Rubén Caravedo
- Renko (2015)
- Escobar: Paraíso perdido (2014) — Drago
- González: falsos profetas (2014) — Pastor Elías
- Elvira, te daría mi vida pero la estoy usando (2014) — Gustavo
- Calabria (2014) — Miguel
- Violet (2013) — Solomon
- Diamantes negros (2013) — Ramón
- Alacrán enamorado (2013) — Carlomonte
- Americano (2011)
- Transgression (2011) — Carlos
- Entrelobos (2010)
- Gardel (2010)
- Bitter Grapes (2010) — Luis
- Días de gracia (2010) — Víctima X
- Malamuerte (2009) — Dorado
- Celda 211 (2009) — Apache
- Killer (2009)
- El niño pez (2009) — Comisario Pulido
- Sólo quiero caminar (2008) — Ramón
- Che: Guerrilla (2008) — Moisés Guevara
- La señal (2007) — Siracusa
- La zona (2007) — Gerardo
- Los fantasmas de Goya (2006) — French Colonel
- Alatriste (2006) — Alguacil
- V (2006) — Señor Cadáver (Víctor)
- La bicicleta (2006) — Antonio
- El desenlace (2005) — Rosendo
- Princesas (2005) — Portero discoteca
- Cien maneras de acabar con el amor (2004) — Carlos
- Maigret: La trappola (2004) — Janvier
- Maigret: L'ombra cinese (2004) — Janvier
- Bestirio (2001) — Demetrio
- Juego de luna (2001) — Reyes
- La gran vida (2000) — Matón discoteca 1
- Código natural (1999)
- Volavérunt (1999)
- Torrente: El brazo tonto de la ley (1998)
- Perdita Durango (1997)
- Resultado final (1997) — Reggie
- Más que amor, frenesí (1996) — Miguel

### Como guionista
- La Rider ( 2021)[20]
- Bestiario (2001)

### Audiolibros
- The Sandman (2021) Audible- Narrador en Español[21]

## Premios y nominaciones
Premios Goya
| Año  | Categoría                                 | Película          | Resultado |
| ---- | ----------------------------------------- | ----------------- | --------- |
| 2009 | Mejor interpretación masculina de reparto | Celda 211         | Nominado  |
| 2013 | Mejor interpretación masculina de reparto | Alacrán enamorado | Nominado  |

Premios de la Unión de Actores
| Año  | Categoría                      | Trabajo           | Resultado |
| ---- | ------------------------------ | ----------------- | --------- |
| 2007 | Mejor actor revelación         | La zona           | Ganador   |
| 2009 | Mejor actor secundario de cine | Celda 211         | Ganador   |
| 2013 | Mejor actor secundario de cine | Alacrán enamorado | Nominado  |

Medallas del Círculo de Escritores Cinematográficos
| Año  | Categoría              | Película          | Resultado |
| ---- | ---------------------- | ----------------- | --------- |
| 2009 | Mejor actor secundario | Celda 211         | Nominado  |
| 2013 | Mejor actor secundario | Alacrán enamorado | Ganador   |
| 2013 | Mejor guion adaptado   | Alacrán enamorado | Nominado  |

Premios de la Asociación de Cronistas del Espectáculo (Nueva York)
| Año  | Categoría                     | Película  | Resultado |
| ---- | ----------------------------- | --------- | --------- |
| 2010 | Mejor actor secundario - Cine | Celda 211 | Ganador   |

Premios de Literatura
| Año  | Premio                                                 | Resultado |
| ---- | ------------------------------------------------------ | --------- |
| 2020 | Premio de Novela Histórica de la Semana Negra de Gijón | Ganador   |
| 2022 | Premio Hammett de la Semana Negra de Gijón             | Ganador   |

## Libros publicados
- 1998 - Durango Perdido: Diario de rodaje de Perdita Durango
- 1999 - Muertes ejemplares, Editorial Ancora, ISBN 9788423331321, Barcelona, España[25]
- 2002 - Buziana o El peso del alma. Editorial Ancora, ISBN 9788423333967, Barcelona, España[26]
- 2005- La Bardem: mis memorias. Editorial Plaza y Janes, Barcelona, ISBN 9788401305337 España[27]
- 2009 - Alacrán enamorado. Editorial Plaza y Janés, Barcelona, ISBN: 9788401337376[28]
- 2019 - Mongo Blanco, Plaza y Janés, ISBN 978-84-01-02328-6, Barcelona, España
- 2021 - El asesino inconformista, Plaza Janes, ISBN 9788401027154, Barcelona, España[29]
- 2023 - Badaq, Plaza y Janés, ISBN 9788401030567, Barcelona, España